# Mireya Arnedillo
Mireya Arnedillo (28 de marzo de 2003) es una deportista de España que compite en atletismo. Ganó una medalla de bronce en el Campeonato Europeo de Atletismo Sub-20 de 2021, en la prueba de 1500 m.